# Amstelien
Het Amstelien (Vlaanderen: Amsteliaan) is een in onbruik geraakte naam voor een geologisch tijdvak dat min of meer samenvalt met het Pretiglien.

## Glaciaal
Het Amstelien is een glaciaal, een relatief koude periode tussen twee interglacialen. Tijdens glacialen werden grote delen van de continenten bedekt door ijskappen. Het Amstelien geldt als het eerste glaciaal van het pleistoceen. In plaats van Amstelien gebruikt men tegenwoordig de naam Pretiglien.

## Historisch overzicht

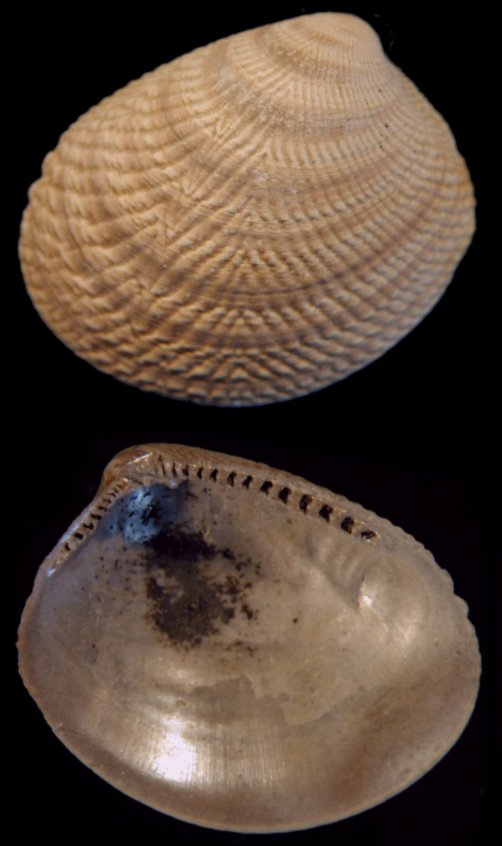
Acila cobboldiae is een uitgestorven mariene schelp die kenmerkend is voor het Amstelien

Het Amstelien is historisch belangrijk omdat met de beschrijving ervan door W.F. Harmer in 1896 voor het eerst in Nederland een zeer sterke afkoeling van het klimaat werd vastgesteld in de mariene fauna's. Deze afkoeling was zichtbaar in de fossiele schelpenfauna's die in een aantal diepe grondboringen (bij Goes, Utrecht, Gorinchem en Amsterdam) werden aangetroffen door Jan Lorié die de aardlagen in publicaties had beschreven (Lorié, 1885 & 1889). Lorié had zijn publicaties naar Harmer opgestuurd die op dat moment de autoriteit op het gebied van fossiele schelpen uit het Plioceen van Engeland was.
Harmer herkende arctische en uitgestorven soorten in de laagbeschrijvingen van Lorié die hij wel uit de Engelse maar nog niet uit de Nederlandse ondergrond kende. Hij stelde daarom voor een nieuwe geologische periode voor deze lagen te benoemen. Op voorstel van Lorié werd dat 'Amstelien': 'The name Amstelien, suggested to me as an appropriate one by Dr. Lorié, is taken from that of the river Amstel, upon which stands the city of Amsterdam, where these beds have their greatest known development' (Harmer, 1896) {Vertaling: 'De naam Amstelien die mij door Dr Lorié werd voorgesteld als een geschikte naam is afgeleid van de rivier de Amstel waar de stad Amsterdam aan ligt en waar deze lagen hun grootst bekende dikte hebben'}. De betrokken boring staat in de literatuur bekend als boring Diemerbrug (Zagwijn, 1975).
Tijdens deze periode, in feite de eerste echte ijstijd (glaciaal) tijdens het Pleistoceen, trad veel erosie op als gevolg van de daling van de zeespiegel doordat veel water in landijs werd vastgelegd. Door deze erosie zijn veel fossielen afkomstig uit oudere lagen in de lagen van het Amstelien opgenomen en vermengd geraakt met de fossielen van organismen die tijdens het Amstelien geleefd hebben. Deze verspoeling is in het verleden, vooral door micropaleontologen, niet als zodanig herkend (Lagaaij, 1952). Zij dachten daardoor dat de lagen van het Amstelien ouder waren dan zij daadwerkelijk waren. Door de verwarring die hierdoor ontstond was uiteindelijk niet meer duidelijk wat er met de term bedoeld werd en werd besloten de naam Amstelien niet meer te gebruiken (van der Heide & Zagwijn, 1967). In plaats daarvan gebruikt men thans de naam Pretiglien. Een stratigrafisch schema waarin het gebruik van de term Amstelien wordt uitgelegd is te vinden bij Zagwijn (1974, fig.6).
Boring Diemerbrug ligt ten Zuidoosten van Amsterdam, vlak bij Diemen. Van deze boring werd summier pollen onderzoek gepubliceerd door Zagwijn (1975).

## Relatie met molluskenstratigrafie
Het onderscheid tussen chronostratigafie en biostratigrafie werd in de tijd dat het Amstelien geïntroduceerd niet echt gemaakt. Hoewel het Amstelien lang beschouwd is als een chronostratigrafische eenheid, een mariene equivalent voor het Pretiglien, is de echte relatie malacologisch. Het Amstelien was immers gebaseerd op eigenschappen van fossiele schelpenfauna's. De 'palaeomalacologische' opvolger van het Amstelien is de Zone van Serripes groenlandicus en Yoldia lanceolata.